# Тёсю (княжество)

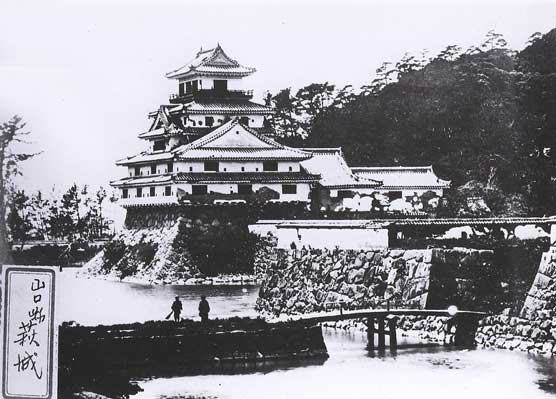
Старая фотография замка Хаги (в настоящее время разрушен), цитадели княжества Тёсю

Княжество Тёсю (яп. 長州藩 Тё:сю:-хан) — феодальное княжество (хан) в Японии периода Эдо (1603—1867), занимавшее территорию современной префектуры Ямагути и сыгравшее значительную роль в падении сёгуната Токугава. Также известно как княжество Хаги (яп. 萩藩 Хаги-хан), Ямагути (яп. 山口藩 Ямагути-хан) или Суо-Ямагути (яп. 周防山口藩 Суо:ямагути-хан).

## История
Правителями княжества Тёсю были потомки Мори Мотонари, крупного даймё эпохи Сэнгоку. Мотонари сумел распространить свою власть на весь японский регион Тюгоку и захватил территорию, дававшую доход в 1 200 000 коку. После его смерти новым правителем стал Мори Тэрумото, внук и наследник Мотонари, заключивший союз с Тоётоми Хидэёси. Однако после смерти Хидэёси его вассалы начали войну за власть над его владениями. С одной стороны на них претендовала коалиция, возглавляемая доверенным советником Хидэёси Исидой Мицунари, с другой — группа под предводительством крупного даймё Токугавы Иэясу. Тэрумото встал на сторону Исиды, однако их силы проиграли решающую битву при Сэкигахаре из-за предательства в войске Тэрумото. Его племянник Киккава Хироиэ заключил тайный договор с Токугавой, в результате которого в битве не приняли участия 15 000 солдат рода Мори. Среди войск Исиды тоже обнаружился предатель — Кобаякава Хидэаки, стоявший во главе 15 600 воинов и перешедший на сторону Токугавы.

Флаг армии Тёсю в войне Босин

После поражения при Сэкигахаре род Мори потерял свои исконные территории в провинции Аки, переместившись в провинцию Нагато (известную также как Тёсю), причём его владения сократились до 369 000 коку. Подобные репрессии были крайне негативно восприняты членами рода Мори, и в Тёсю стали процветать анти-токугавские настроения. Например, во время ежегодного сбора старейшины и управляющие спрашивали даймё, не пришло ли ещё время свергнуть сёгунат, на что даймё отвечал: «Время ещё не пришло».
Мечта свергнуть сёгунат стала реальностью два с половиной века спустя, когда княжество Тёсю объединило силы с княжеством Сацума и сочувствующими придворными силами, и в результате их совместных действий сёгунат пал. Войска Тёсю участвовали в подавлении восстаний союзников сёгуна и сражались против войск Айдзу, республики Эдзо и Северного Альянса (Оуэцу Рэппан Домэй) в ходе войны Босин. Силы Тёсю и Сацумы в 1867—1869 годах сформировали основу императорской армии Японии, а многие выходцы из этих провинций оставались значительными фигурами в политической и общественной жизни страны в период Мэйдзи (1868—1912) и даже Тайсё (1912—1926).

## Экономика
Резкое сокращение дохода с 1,2 миллионов до 369 тысяч коку сильно ударило по военной мощи и сократило возможности поддержки инфраструктуры Тёсю. Чтобы стабилизировать бюджет и избавиться от долгов, властями княжества были предприняты серьёзные меры, повлиявшие в первую очередь на вассалов рода Мори: их земельные наделы были сильно уменьшены, некоторым перестали платить землёй и стали выдавать жалованье рисом, а других уволили со службы и начали поощрять их занятия земледелием. После вассалов власти принялись за крестьян. В прежние времена из-за высоких налогов те тайно обрабатывали участки земли в горах и использовали не облагавшийся налогами урожай как источник пропитания. Власти устроили новую опись земель, при которой были обнаружены многие из этих горных участков, принеся в казну дополнительные доходы в виде налогов.
В отношении торговли Тёсю также проводило жёсткую экономическую политику. Были изданы законы, ставящие под контроль властей торговлю «четырьмя белыми [товарами]»: бумагой, рисом, солью и воском. В казну шли пошлины и определённая часть дохода от продажи этих товаров. Подобные меры значительно усилили экономическую мощь Тёсю: в XVII—XVIII веках реальный доход княжества составил 750 000 коку, а в середине XIX века превысил 1 000 000 коку. Однако эти же меры вызвали недовольство крестьян и уволенных со службы самураев, что вылилось в частые бунты.

## Политика
Столицей княжества был за́мковый город Хаги, благодаря чему княжество Тёсю было известно также как княжество Хаги. Он оставался под властью рода Мори на протяжении всего периода Эдо. Поскольку сёгунское правительство нередко отбирало ханы у правителей, не имевших наследников, даймё рода Мори выделили четыре дочерних княжества, которыми управляли побочные ветви семьи:
- Ивакуни: 60 000 коку, управлялся потомками Киккавы Хироиэ;
- Тёфу: 50 000 коку, управлялся потомками Мори Хидэмото;
- Токуяма: 40 000 коку, управлялся потомками Мори Наритаки;
- Киёсуэ: 10 000 коку, управлялся потомками Мори Мототомо.

В период Эдо основной род пресекался дважды, и наследников выбирали из ветвей Тёфу и Киёсуэ.
В управлении княжеством даймё помогали каро, или старейшины. В Тёсю существовали две группы каро: «наследственные», в чьих семьях это звание передавалось по наследству, и «прижизненные», имеющие личное право на звание каро, но не имеющие возможности его наследственной передачи. «Наследственные» каро происходили либо из побочных ветвей рода Мори, либо из родственных кланов, таких как Сисидо или Фукухара, или же были потомками наиболее доверенных генералов и советников Мори Мотонари, например, роды Кутиба и Куниси. «Прижизненные» каро были вассалами, проявившими большие способности в экономике или политике; звание им даровал даймё. Одним из таких вассалов был реформатор Мурата Сэйфу.

## Список даймё
- Род Мори (тодзама, 369 000 коку), 1600—1871

|    | Имя                           | Годы правления |
| -- | ----------------------------- | -------------- |
| 1  | Мори Тэрумото (яп. 毛利輝元)  | 1563—1623      |
| 2  | Мори Хидэнари (яп. 毛利秀就 ) | 1623—1651      |
| 3  | Мори Цунахиро (яп. 毛利綱広)  | 1651—1682      |
| 4  | Мори Ёсинари (яп. 毛利 吉就)  | 1682—1694      |
| 5  | Мори Ёсихиро (яп. 毛利 吉広)  | 1694—1707      |
| 6  | Мори Ёсимото (яп. 毛利吉元)   | 1707—1731      |
| 7  | Мори Мунэхиро (яп. 毛利宗広)  | 1731—1751      |
| 8  | Мори Сигэтака (яп. 毛利重就)  | 1751—1782      |
| 9  | Мори Харутика (яп. 毛利治親)  | 1782—1791      |
| 10 | Мори Нарифуса (яп. 毛利斉房)  | 1791—1809      |
| 11 | Мори Нарихиро (яп. 毛利斉熙)  | 1809—1824      |
| 12 | Мори Наримото (яп. 毛利斉元)  | 1824—1836      |
| 13 | Мори Нарито (яп. 毛利斉広)    | 1836           |
| 14 | Мори Такатика (яп. 毛利敬親)  | 1836—1869      |
| 15 | Мори Мотонори (яп. 毛利元徳)  | 1869—1871      |